# Reloj de Los Hornos

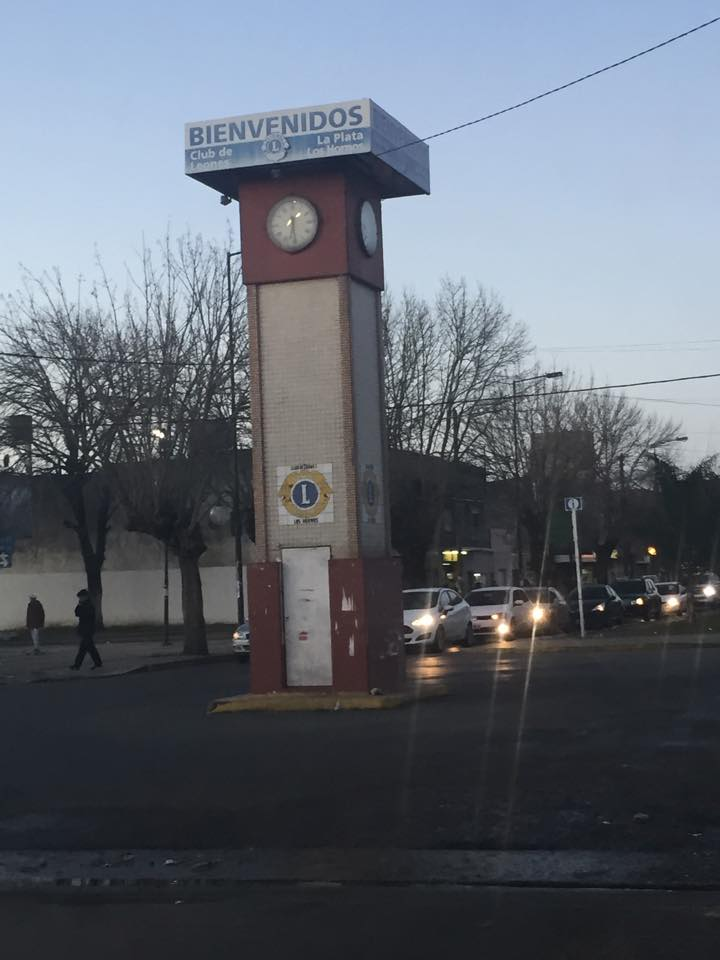
Vista frontal del monumento

Creado el 3 de diciembre de 1973, el reloj de Los Hornos se asienta sobre una torre de hormigón armado de 6 metros de altura. La columna está forrada por cerámicos y luce el escudo del Club de Leones en sus cuatro lados. Se ubica en 137 y 60 en el barrio platense de Los Hornos. 

## Funcionamiento
Acerca de la máquina que creó Ahumada, cuenta que funciona con corriente eléctrica y que consta de una unidad central capaz de comandar, a la vez, las cuatro caras del reloj enviando pequeños impulsos eléctricos por fracciones de segundo. Transforma los 220 voltios de la red general a tan solo 1,5, lo que equivale a una pila común.
Ante un eventual corte en el suministro, la máquina se encuentra preparada para dar un salto y pasar al sistema de batería. Cuando regresa la electricidad, esa batería recupera la carga que perdió. Es decir, que el sistema se autoabastece.
Ahumada calcula que la agujas de este reloj, dejaron de girar hace varios años, desde el 2005. A pedido de la municipalidad, comenzó su tarea hace cuatro meses.

## Javier Ahumada
Javier Oscar Ahumada ya puso en funcionamiento decenas de agujas que los platenses contemplaban inmóviles durante años. Resalta que trabajó durante 3 años en el reloj anteriormente dicho, en el armado de la máquina. Y que en este utilizó la batería por primera vez, que permitiría a las agujas seguir dando la hora durante cuatro días en caso de un apagón. Volvió a poner en marcha los relojes del Banco Nación, el de La Universidad Nacional de La Plata, del Palacio Municipal, del Sagrado Corazón, del Museo Dardo Rocha, del edificio de Loterías y Casinos y todos los del Arzobispado, enumera.
Ahora está abocado a la que considera “la obra más importante” que le toco, como es de voler el tic-tac al emblemático reloj de 7 y 50, que “daba la hora en la época de los tranvías, y poco después, dejó de funcionar para siempre”. 